# 욘 카레브
욘 알리우 카레브(노르웨이어: John Alieu Carew, 1979년 9월 5일 뢰렌스코그 ~ )는 은퇴한 노르웨이의 축구 선수이다. 욘 카레브의 아버지는 감비아 대표팀 골키퍼 출신이고, 어머니는 노르웨이인이다. 그의 여동생인 엘리사베트 카레브는 가수로 활동하고 있다. 그는 과거 노르웨이 리그에서 우수한 활약을 펼치며 이미 자신은 노르웨이 리그의 수준을 넘었다는 것을 알렸다.
그는 이 같은 활약으로 프리메라리가의 명문 발렌시아로 이적하게 된다. 리그 초반에는 라치오로 떠난 아르헨티나의 공격수 클라우디오 로페스의 공백을 메워, 팀의 주전으로 자리잡게 되지만, 3시즌 동안 84경기 20골이라는 빈약한 득점력은 팀내 비판의 대상이 되었다. 이후 세리에 A의 AS 로마로 임대된 그는 팀의 준우승에 기여했지만, 완전이적에 실패하여 터키의 베식타시행을 선택하게 된다.
하지만 얼마 되지 않아, 르 샹피오나의 강호 올랭피크 리옹으로 이적하게 되었고, 그 때의 이적료는 공개되지 않았다. 리옹으로 이적한 카레브는 챔피언스리그에서 리옹이 선전하는데 크게 기여, 현재 소속팀인 애스턴 빌라로 이적할 수 있게 한 밑거름이 되었다. 2011년, 스토크 시티로 임대되었고 2012년부터 2013년까지 웨스트 햄 유나이티드에서 뛰었다.